# Smile/Is It Scary
Smile/Is it Scary var en påtänkt singel till Michael Jacksons tvillingalbum HIStory och Blood on the Dancefloor. Den trycktes till och med upp på promotionskivor som släpptes i Sydafrika under slutet av Michael Jacksons HIStory World Tour, och var påtänkt att bli den sista singeln från HIStory/Blood on the Dance Floor-albumen och Smile skulle även framföras både under den inställda One Night Only-konserten 1995 och under ett uppträdande på tyska Wettan Das Show. Inget av detta inträffade dock.

## Låtlista
1. Smile (Album Version) 4.56
2. Is It Scary (Deep Dish Dark And Scary Radio Edit) 6.02
3. Is It Scary (Eddie's Love Mix Radio Edit) 5.50
4. Is It Scary (Downtempo Groove Mix) 7.12
5. Off The Wall (Junior Vasquez Remix) 4.57

## Musikvideon
Det finns ingen musikvideo för Smile. För information om Is it Scary, se Ghosts (kortfilm).